# 陳景鎏
陳景鎏，字桂溪，號翊谿，廣東省廣州府番禺縣人，清朝政治人物、進士出身。
光緒六年（1880年），参加庚辰科殿試，登進士二甲第81名。同年五月，改翰林院庶吉士。光緒九年四月，散館，授翰林院編修。官至福建興泉永道。